# Kriminalpolizeiinspektion mit Zentralaufgaben
Kriminalpolizeiinspektionen mit Zentralaufgaben (KPI/Z) sind Dienststellen der Bayerischen Polizei mit besonderen Aufgaben.
Eine KPI/Z besteht bei 8 von 10 Polizeipräsidien der Bayerischen Polizei, außer beim Polizeipräsidium Mittelfranken und beim Polizeipräsidium München. Dort werden diese Aufgaben von den örtlichen Kriminalpolizeidienststellen wahrgenommen. Die KPI/Z befasst sich mit der Bekämpfung schwerer und organisierter Kriminalität. Zudem führt sie alle operativen Ermittlungen im polizeilichen Staatsschutz im gesamten Regierungsbezirk durch. Weitere originäre Aufgaben sind Datenanalyse, Finanzermittlungen und der Bereich Vermögensabschöpfung. Dafür stehen den Kriminalbeamten auch diverse Spezialisten wie z. B. Wirtschaftskriminalisten zur Verfügung. Alle Beamten der KPI/Z verfügen über langjährige Erfahrung.

## Standorte
| Polizeipräsidium     | Standort   | Polizeibeamte |
| -------------------- | ---------- | ------------- |
| PP Oberfranken       | Bayreuth   | 99            |
| PP Mittelfranken     | Nürnberg   |               |
| PP Unterfranken      | Würzburg   | 74            |
| PP Oberpfalz         | Regensburg | 61            |
| PP Niederbayern      | Passau     | 73            |
| PP Oberbayern Nord   | Ingolstadt | 66            |
| PP Oberbayern Süd    | Traunstein | 73            |
| PP München           | München    |               |
| PP Schwaben Nord     | Augsburg   | 93            |
| PP Schwaben Süd/West | Neu-Ulm    | 51            |